# Færdselsstyrelsen
55°21′08.0″N 8°47′15.0″Ø / 55.352222°N 8.787500°Ø
Færdselsstyrelsen er en styrelse under Transportministeriet. Styrelsen administrerer store dele af færdsels- og transportlovgivningen, bl.a. indenfor vejtransport, godkendelse og syn af køretøjer, køre- og hviletidsbestemmelser, køreuddannelse samt kørekort. Styrelsen rådgav desuden Transportministeriets departement. 
Styrelsen blev pr. 15. april 2010 lagt sammen med Trafikstyrelsen. Henning Christiansen var direktør fra 2007 og frem til sammenlægningen. Trafikstyrelsen varetager nu Færdselsstyrelsens hidtidige opgaver. 
Færdselsstyrelsen blev i 2015 igen udskilt og fysisk flyttet til Amtsgården i Ribe, hvor den åbnede 1. februar 2016. Det blev markeret med et åbent hus arrangement. I september 2021 flytter Færdselsstyrelsen lokaler til det tidligere Ribe Rådhus.